# Stormfloden i Nordtyskland 1962
Stormfloden i Nordtyskland i 1962 var en katastrofe i området ved Tysklands nordsøkyst og langs floderne Elben og Weser.
I områderne langs Elben og Wesers bifloder ved den tyske nordsøkyst oplevede man hidtidige rekordhøje vandstande ved de dengang endnu ikke sikrede floder. Det kom først og fremmest til digebrud i de flodområder hvor digerne endnu ikke var blevet forhøjet efter de store oversvømmelser i Holland i 1953, hvorimod digerne ud mod Nordsøen, trods svære skader, formåede at holde stand.
Det gik ualmindelig hårdt ud over storbyerne Hamborg og Bremen. I Hamborg gik det, grundet digebrud. først og fremmest udover bydelen Wilhelmsburg der blev ramt hårdt; langt de fleste af de i alt 315 omkomne kom derfra. Grundet bombeskader fra 2.verdenskrig boede mange af disse mennesker stadig i interimistiske enetages huse i det derværende kolonihaveområde.

## Krønike for katastrofen
Det der udløste stormen Vincinette var et lavtryk fra den sydlige del af Ishavet som søgte i retning af Tyske Bugt. Torsdag 15.februar kl. 21.00 sendte Norddeich-radio de første stormvarsler for Nordsøen med en vindstyrke på over 9 på Norddeich-radio samtidig med at de første stormsignaler i kysthavnene løb ind. I de sidste aftentimer blev der observeret tiltagende vindstyrke langs hele den tyske nordsøkyst. Den 16.februar nåede stormområdet der strakte sig fra Island over Nordsøen og til Sydsverige endelig området ved den tyske del af Nordsøen. I havområderne i den nordlige del af Nordsøen overskred vindhastighederne datidens vindmåleinstrumenters ydeevne. Som følge af stormen kom talrige skibe i Nordsøen i havsnød og sendte SOS over radioen, i den indre del af landet oplevede man det første dødsoffer. Midt på dagen 16.februar blev den tyske nordsøkyst så ramt af sin første stormflod, da flodområderne ved Ems, Weser og Elben med bifloder oplevede oversvømmede sommerdiger og fik deres vandreservoirlagte i marsken fyldt. I middagstimerne tog stormen yderligere til i en nordvestlig retning, således at den ebbe der efterfulgte tidevandet kun forårsagede et minimalt fald. I Hamborg og Bremen, hvor ebbe normalt ville indfinde sig klokken 20.00, var vandstanden på dette tidspunkt tidevandshøjde. I aftenstunden blev vejrsituationen stærkt tilspidset, det blev forårsaget af mødet mellem den særdeles ustadige indstrømmende kolde luft fra polaregnene på den ene side der blev gennemtrukket af lavtrykkets koldfront på den anden. Med gennemtrækket af højtrykket tog vinden stærkt til i nordvestlig retning også i det kystnære indland, samtidig med at tordenvejr og haglbyger hærgede. Som følge af disse begivenheder meldte den til dato eksisterende stormflodsvarsling Deutschen Hydrographischen Institutes tydeligt om forhøjet beredskab. Man ændrede varslingen for det natlige højvande fra først 2,5-3,0 meter og til 3,0-3,5 meter over vanlig stand, disse meldinger blev dog udelukkende givet videre over radioen og ikke via fjernsynet.
I floderne blev der allerede i de senere aftentimer observeret en stærkt stigende vandstand. Henved klokken 21.00 måtte færgerne på de nedre dele af Elben og Weser indstille driften. Det var først på dette tidspunkt at de rette myndigheder i Hamborg erkendte situationens alvor. Henved midnat blev mange af de byers diger, der temmelig vanvittigt ikke var blevet forhøjet, oversvømmet, kort efter brød de første diger ved Elben i Alte Land, Hamborg og Sydelben.
Som følge af massive forstyrrelser på kommunikationsforbindelserne var det ikke muligt, at få præcise fingerpeg over omfanget af katastrofen i Hamborg heller ikke mens at rednings-, og evakueringsforanstaltninger endnu havde haft muligheden for at kunne gennemføre en hjælp.

### Helmut Schmidt
Den senere forbundskansler Helmut Schmidt stod som leder af de koordinerende redningsforanstaltninger i egenskab af at være Hamborgs indenrigssenator (i dag: politisenator). Så sent som i nattetimerne mellem den 16. og 17.februar hastede han tilbage til Hamborg efter et indenrigsministermøde i Berlin hvorpå han i de tidlige morgentimer overtog koordineringen af redningsforanstaltningerne. På dette tidspunkt blev det vurderet at der alene i Hamborg kunne blive tale om dødstal i tusindvis, såfremt der ikke hurtigst muligt kunne opnås hjælp fra militæret. Helmut Schmidt besluttede at gøre brug af de gode forbindelser til de kommanderende i NATO, som han havde opnået i sin tid som parlamentsmedlem hvor han arbejdede med forsvarsanliggender. Han valgte at gå ud over de beføjelser han forfatningsmæssigt havde og bad om militær bistand i form af pionertropper med stormbåde samt 100 helikoptere fra forbundshæren og Royal Air Force. Militæret kunne supplere de godt 25.000 civile hjælpere, bestående af bl.a det tyske røde kors, den tekniske civilhjælp og det fra starten hårdt belastede brandkorps.

### Skader
De umiddelbare konsekvenser af stormfloden var 318 døde (heraf 5 hjælpere, tusindvis af hjemløse og omkring 6.000 ødelagte bygninger. I den sydlige retning var samfærdselsårerne afbrudt og basisforsyningerne indskrænket og knap en sjettedel af delstaten Hamborgs område (120 km²) stod under vand. I alt var der tale om materiel skade for trekvart milliard D-Mark. Bydelen Waltershof opgav man som beboelsesområde efter oversvømmelserne.

### Øvrige skadesramte områder
Også i Bremen blev digerne brudt, således blev lavområderne ved Ochtum fuldstændig oversvømmet og Bremen adskilt fra området Bremen-Huchting. Under oversvømmelserne døde der 7 mennesker i Bremen i områderne ved flodøen Stadtwerder samt i kolonihaveområdet Wardamm i Huchting, mens hundredvis af beboere efterfølgende måtte søge husly i interimistiske lejligheder. I Bremen blev det som følge af oversvømmelserne gjort ulovligt at bo i de oversvømmede områder. Bremens senat under ledelse af senatspræsident Wilhelm Kaisen, oprettede erstatningsboliger i områder uden for oversvømmelsesfare for de forulykkede, disse blev kaldt Kaisen-huse.
I Bremerhaven og i Weddewarden lykkedes det at få digerne til at holde efter hjælp fra den tekniske hjælpetjeneste samt amerikanske tropper.

### Mindehøjtideligheder
Den 26.februar 1962 indfandt der sig ifølge de officielle vurderinger over 150.000 mennesker på Hamborgs Rådhusplads til en stor sørgehøjtidelighed. Som vidne på Forbundsrepublikken og de forskellige delstater deltog forbundspræsident Heinrich Lübke samt flere andre repræsentanter. I en tale mindedes daværende 1.borgmester Paul Nevermann de omkomne og takkede de mange hjælpere. Hele Nordtyskland holdt et minuts stilhed hvor al trafik stod stille.

## Konsekvenser
Efter oversvømmelserne gik man i gang med at udarbejde planer for katastrofebeskyttelse.
En Ingeniørkommission kom frem til den slutning, at man frem for alt havde brug for brudsikre diger. En kortfristet overskyllen af de lavtliggende diger var ikke videre farlig, da systemet af grøfter i indlandet var i stand til at føre vandet væk
Stormfloden førte til at man fik grundlagt en planlægning af kystbeskyttelsen. Gradvis rettede man dæmninger til den tidevandslinje der skulle beskytte kysterne, eksempelvis mistede den underste sydlige arm af Elben sin forbindelse til Mühlenbergslusen såvel som til Köhlbrand. Langs Elbens nedre løb og indenfor Hamborgs byområde forstærkede man digerne tydeligt således at de mindst blev forhøjet til 7,2 meter over havets overflade. I Niedersachsen trådte den den nedersaksiske digebeskyttelses lov i kraft i 1963, der i 1965 førte til en forhøjning og forstærkning af delstatens 575 kilometer lange kystdigeområde. Derudover skal ligges 35 kilometer diger på de østfrisiske øer. 3.januar 1976 oplevede Hamborg endnu en voldsom oversvømmelsesfare med vandstande der var en meter højere end i 1962, men her holdt digerne stand med undtagelse af en enkelt ved Heitlingen. Indtil 2010 skal der uden undtagelse anlægges diger med en minimumhøjde på 8,50 meter.

## Fremstilling i medierne
- I 2005 fremstillede NDR efter en ledelsesbeslutning en rekonstruktion i dokumentaristisk filmisk stil med titlen Die Nacht der Grossen Flut, med Ulrich Tukur som Helmut Schmidt[3].

- 19/20.Februar 2006 bragte RTL en udsendelse i to afsnit Die Sturmflut, der dog var lige så meget inspireret af fri fantasi og bød på utallige historiske fejlinformationer.

## Internetlinks
- |  | Wikimedia Commons har medier relateret til: Sturmflut 1962 |
- Flutbilder aus Wilhelmsburg Arkiveret 24. februar 2020 hos  Wayback Machine
- Flutbilder von der Veddel Arkiveret 27. september 2020 hos  Wayback Machine
- Bilder der Sturmflut aus Wilhelmsburg